# Szabó Tamás (politikus, 1953)
Szabó Tamás (Halimba, 1953. október 25. –) magyar közgazdász, politikus, országgyűlési képviselő. Az MDF, majd 1996. márciustól 2002-ig az MDNP politikusa; parlamenti képviselő 1990 májusától 1998 áprilisáig; közben a privatizációért felelős tárca nélküli miniszter volt 1992 januárjától 1994 júniusáig.

## Életpályája
Szabó Tamás 1989-től igazgatóhelyettes, 1990. februártól májusig ügyvezető igazgató volt a Komfort Rt-nél. 1995-1997 között a Borostyánkő Nyugdíjpénztár elnöke, 1997-től Veszprémben egy pénztárkezelő kft. ügyvezető igazgatója.
1990 májusától 1991 januárjáig munkaügyi minisztériumi politikai államtitkár, 1991 januárjától 1992 januárjáig pénzügyminisztériumi politikai államtitkár, majd a privatizációért felelős tárca nélküli miniszter volt 1992 januárjától 1994 júniusáig.
Az MDF, majd 1996. márciustól 2002-ig az MDNP politikusa volt;1990 májusától 1998 áprilisáig országgyűlési képviselő.

## Díjak
- A Magyar Érdemrend középkeresztje (2020)[1]

## Külső hivatkozások
- Szabó Tamás honlapja